# Campo (Ribagorça)
Campo és un municipi de la comarca de la Ribagorça a la província d'Osca. Situat a la vora dels rius Éssera (a la vall mitjana del riu) i el Rialbo o barranc de Llert, a 691 metres d'altitud, emmarcat pel Cotiella (2.912 metres) el poble obre una plana cap a La Vall de Bardaixí, coronat pel Turbó (2.492 metres).

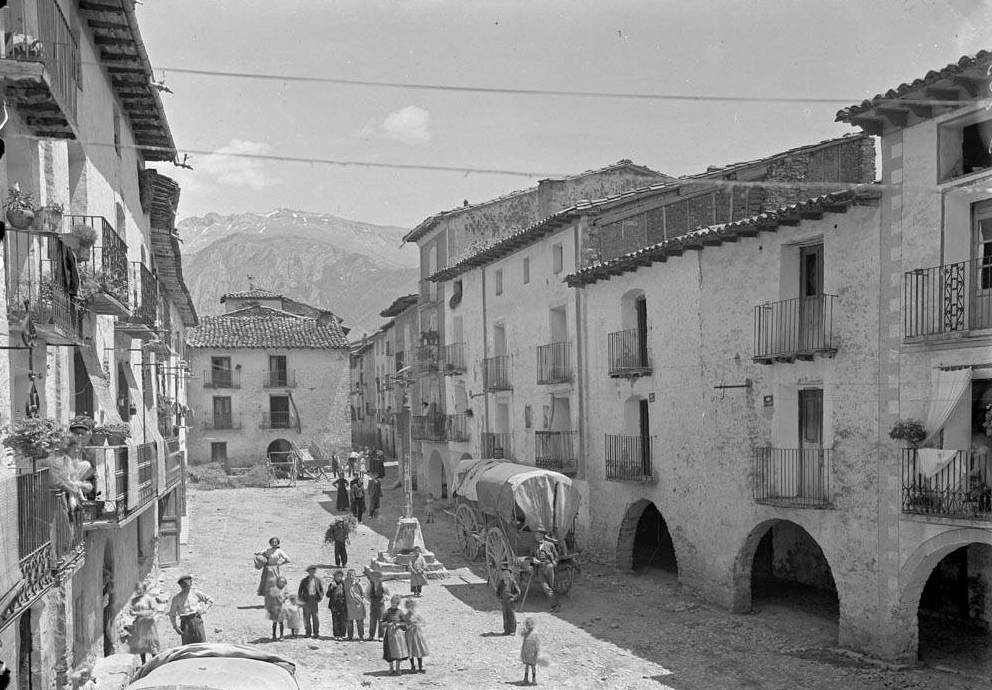
Plaça major porxada de Campo (juny de 1912)

Conserva la llengua aragonesa i artesanies tradicionals a més del joc de les birlas (bitlles). Hi destaca el museu de jocs tradicionals i el museu d'artesania de fusta. Les festes de la vila se celebren del 14 al 17 d'agost i acaben amb el ball tradicional popular de La chinchana, particular a Campo, i famós en les valls altes d'Osca. Campo va ser el lloc de naixença el 1888 de Gaspar Torrente, un dels fundadors en el segle xx del moviment polític aragonesista.
El municipi inclou el llogaret de Beleder, o Belbedé, a 1,1 quilòmetres al nord de Campo. Aquesta entitat de població tenia en 1.991, 17 habitants.

## Monuments
L'església renaixentista, de cap al 1560, amb planta de creu llatina, està dedicada a Santa Maria de l'Assumpció, patrona del poble. Es pot veure la reutilització de carreus d'un antic temple, segurament romànic, i un crismó de marbre.